# Veronika Stūriška
Veronika Monika Stūriška (* 28. Dezember 2005 in Jaunpiebalga) ist eine lettische BMX-Rennfahrerin.

## Sportlicher Werdegang
Stūriška stammt aus Jaunpiebalga im Nordosten Lettlands, sie trainiert am nationalen BMX-Zentrum im unweit gelegenen Valmiera. 2022, mit 16 Jahren, bestritt sie erstmals den BMX-Weltcup in der U23-Kategorie, gewann dreimal und siegte in der Gesamtwertung. Sie wurde lettische Junioren-Meisterin und Zweite bei den Junioren-Weltmeisterschaften in Nantes. Nach diesen Erfolgen wurde sie zur lettischen Radsportlerin des Jahres gewählt.
2023, in ihrem zweiten Jahr als Juniorin, gewann Stūriška erneut mehrere Rennen in Weltcup und Europacup. Neben dem lettischen Meistertitel und dem Vize-Europameistertitel wurde sie im August Junioren-Weltmeisterin bei den Weltmeisterschaften in Glasgow. 2024, nunmehr in die U23 aufgerückt, wurde sie auch in dieser Kategorie Europa- und Weltmeisterin. Der lettische Verband bestimmte sie zur Repräsentantin Lettlands im olympischen BMX-Rennen 2024, wo sie durch einen Sturz im Hoffnungslauf ausschied.

## Erfolge
2022
 Lettische Meisterin (Junioren)
 Weltmeisterschaften (Junioren)
Gesamtsieg und drei Weltcup-Siege (U23)
zwei Europacup-Siege (Junioren)
2023
 Weltmeisterin (Junioren)
 Europameisterschaften (Junioren)
 Lettische Meisterin (Junioren)
zwei Weltcup-Siege (U23)
zwei Europacup-Siege (Junioren)
2024
 Weltmeisterin (U23)
 Europameisterin (U23)
 Lettische Meisterin (U23)
zwei Europacup-Siege (U23)
2025
 Europameisterin (U23)